# Oratów

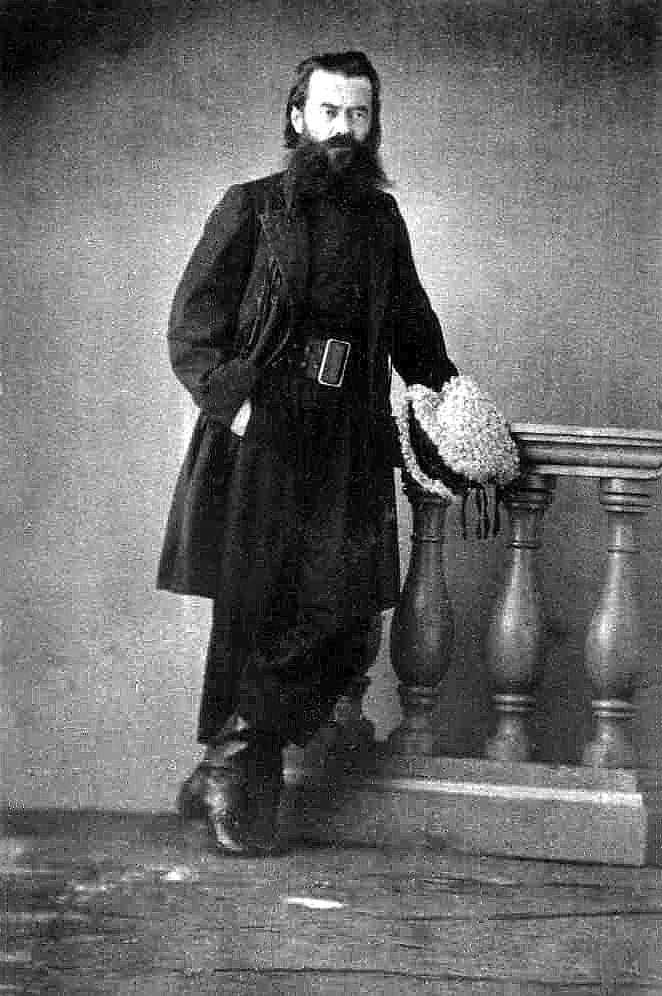
Apollo Korzeniowski

Oratów (ukr. Оратів, Oratiw) – osiedle typu miejskiego na Ukrainie, w obwodzie winnickim, siedziba rejonu oratowskiego.

## Historia
Pierwsza wzmianka o osadzie pochodzi z 1448.
Parafia pw. Świętego Stanisława BM, należąca do dekanatu Winnica.
W okresie I Rzeczypospolitej miejscowość leżała w województwie bracławskim. W 1651 po wygranej przez wojsko I Rzeczypospolitej bitwie pod Beresteczkiem król Jan II Kazimierz podarował okoliczne dobra żołnierzom chorągwi tatarskiej rotmistrza Murzy Bohdanowicza.
Majątek Oratów w roku 1843 kupili Józefostwo Bobrowscy – rodzice Eweliny (ur. 1833, późniejszej matki Józefa Korzeniowskiego–Conrada) oraz Tadeusza Bobrowskiego (jego wychowawcy i mentora).
10 maja 1856 w Oratowie pobrali się rodzice Conrada – Apollo Korzeniowski herbu Nałęcz (ur. 1820) i Ewelina.
Tadeusz Bobrowski pisze o miejscowości:

… Był to niegdyś majątek Oratowskich, którzy za jagiellońskiej dynastyi dobra te dzierżyli. Szlachta to była ruska, a snać zażywna i butna, kiedy z ks. Wiśniowieckimi, dziedzicami Daszowszczyzny, wzajemnie zajazdy sobie robili (jak przekonał mnie o tem, niestety, tylko sumaryusz dokumentów, który miałem w ręku, a po śmierci ojca już nie znaleziony). Majątek, tak zwany klucz oratowski z m. Oratowa, wioski Oratówki, Honoratki, Kazimierzówki z Antonówką, Łopatynki i wsi Zarudzia złożony, dawno już wyszedł z imienia Oratowskich, którzy w końcu XVII wieku w osobach Wasyla i Hrehorego (jeżeli mnie pamięć po przeczytaniu tylko raz tego sumaryusza nie myli?) wygaśli, a z jedyną córką Wasyla przeszedł posagiem w dom Dąbrowskich, następnie w dom Orańskich, od którego z Antoniną Orańską posagiem dostał się generałowi Antoniemu Pułaskiemu (a nie „Puławskiemu” - piszą się bowiem „na Pułaziu Pułascy”, a nie z „Puław”) niegdyś zagorzałemu Barszczaninowi (był zaś synem Józefa, starosty wareckiego, a rodzonym bratem sławnej pamięci Kazimierza), następnie marszałkowi Targowicy. Oprócz Oratowszczyzny posiadał on klucze hołubecki i derażniański na Wołyniu i kilkanaście wiosek na Podlasiu (skąd Pułascy rodem) - jak mi to opowiadał dawny plenipotent Pułaskich, podsędek Stępkowski Antoni. Syn generała Kazimierz, ożeniony ze Świętosławą z Wołynia, córką Konsyliarza Targowicy, strwonił cały ten majątek nieładem, żadnego nawet wspomnienia tej wielkiej zamożności nie ostawiwszy; nie zostawił nawet porządnego domu w głównej rezydencji swojej w Oratowie. Za sprawą dekabrystów wzięty do fortecy pietropawłowskiej, wrócił do ruiny, bo w czasie więzienia podniesiono exdywizję na majątku cedowanym mu przez matkę - bowiem ojczysty dom już dawno był puszczony (...)

Siedziba dawnej gminy Oratów w powiecie lipowieckim na Ukrainie.
Podczas okupacji hitlerowskiej, zimą 1941 roku Niemcy utworzyli getto dla żydowskich mieszkańców. Przebywało w nim około 100 osób. 15 października 1942 roku Niemcy zlikwidowali getto, a Żydów zamordowali. 
Od 1984 roku posiada status osiedla typu miejskiego.

## Urodzeni
- Lewi Eszkol – premier Izraela.